# Тајне Јадрана
„Тајне Јадрана” је југословенска телевизијска серија снимљена 1973. године у продукцији Телевизије Београд.

## Улоге
| Глумац             | Улога   |
| ------------------ | ------- |
| Миодраг Здравковић | Наратор |

Комплетна ТВ екипа ▼
| Редитељ              | Андреа Питирути    |             |
| Редитељ              | Ђорђе Вучинић      |             |
| Композитор           | Доријан Шетина     |             |
| Директор фотографије | Љубомир Ивковић    |             |
| Директор фотографије | Фернандо Родио     |             |
| Монтажер             | Бранислава Јовичић |             |
| Одсек за звук        | Ђорђе Ђуровић      | тон мајстор |